# John Brockman

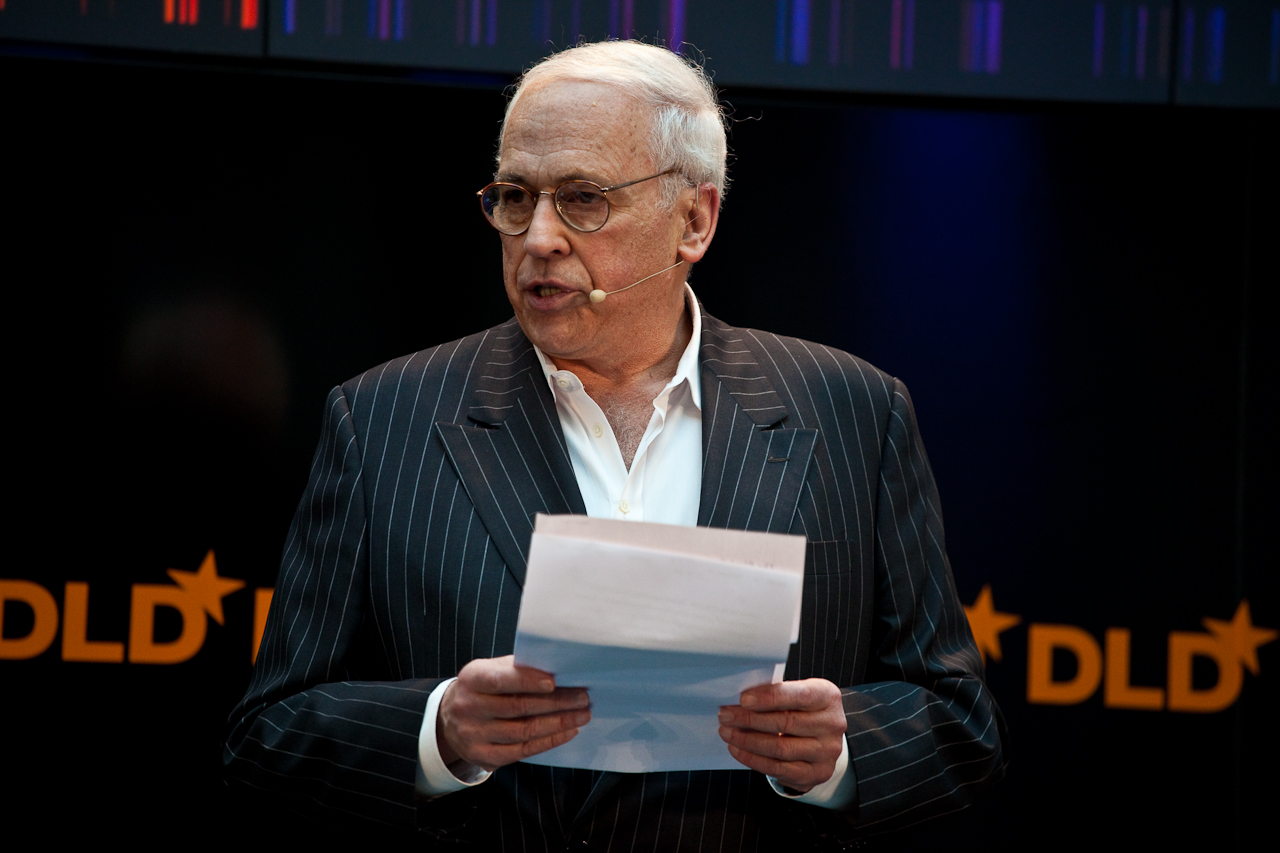
John Brockman, 2009

John Brockman (* 16. Februar 1941 in Boston, Massachusetts) ist ein US-amerikanischer Literaturagent.

## Leben
Brockman wurde als Sohn irisch-jüdischer Eltern geboren und wuchs in Boston auf, ohne religiös erzogen zu werden. Nach seinem Studium am elitären Babson Institute of Business Administration der Columbia University in New York City war er zunächst Investmentbanker und in den 1960er Jahren Multimedia Artist. Mit Jonas Mekas organisierte er das Expanded Cinema Festival. 1974 gründete er seine eigene Firma Brockman, Inc. um sich als Literaturagent auf die Vermarktung und Förderung von prominenten Wissenschaftlern aller Fachgebiete zu spezialisieren, die mit eigenen Thesen an die Öffentlichkeit gehen und ihr Fachgebiet und ihre Denkweise populär und allgemeinverständlich darstellen wollen. Zu Brockmans Autoren zählen Richard Dawkins, Steven Pinker, Alan Guth, Stephen Jay Gould, Jaron Lanier, Marc Hauser, Lee Smolin und David Gelernter. Bekannt wurde Brockman durch das von ihm propagierte Schlagwort der „Dritten Kultur“, das er in seinem gleichnamigen Buch 1995 erläuterte.
Brockman ist Gründer der Edge Foundation, die neben illustren Gesprächskreisen unter anderem eine Web-Seite betreibt, auf der Wissenschaftler zu zentralen Fragen von Forschung und Technik Stellung nehmen. Größter Spender der Stiftung war lange Zeit Jeffrey Epstein.

## Schriften
- Afterwords. By the Late John Brockman, 1969
  - John Brockman, Hans Ulrich Obrist: Nachworte: Gedanken des Wegbereiters der Dritten Kultur. Nr. 03119. Fischer Taschenbuch, Frankfurt am Main 2014, ISBN 978-3-596-03119-1.
- Einstein, Gertrude Stein, Wittgenstein & Frankenstein, 1986
  - Einstein, Frankenstein & Co. oder Die Geburt der Zukunft, Scherz 1990, ISBN 3-502-19072-0
- The Third Culture: Beyond the Scientific Revolution, Simon & Schuster: 1995 ISBN 0-684823446
  - Die dritte Kultur, Das Weltbild der modernen Naturwissenschaft. Goldmann Verla, München 1996, ISBN 3-442-72035-4
- The New Humanists: Science at the Edge ISBN 0-760745293
  - Die neuen Humanisten: Wissenschaft an der Grenze. Berlin 2004, ISBN 3-550-07597-9
- What We Believe but Cannot Prove: Today's Leading Thinkers on Science in the Age of Certainty ISBN 0-06-084181-8.
- als Hrsg.: Was ist Ihre gefährlichste Idee? Die führenden Wissenschaftler unserer Zeit denken das Undenkbare. 3. Auflage. Fischer, Frankfurt am Main 2009.
- This Idea Must Die. Scientific Theories That Are Blocking Progress. HarperCollins, New York 2015, ISBN 978-0-06-237434-9.
  - Welche wissenschaftliche Idee ist reif für den Ruhestand? Die führenden Köpfe unserer Zeit über Ideen, die uns am Fortschritt hindern. Fischer Taschenbuch, Frankfurt am Main 2016, ISBN 978-3-596-03395-9.
- What to Think about Machines that Think. HarperCollins Perennial, New York 2015, ISBN 978-0-06-242565-2.
  - Was sollen wir von künstlicher Intelligenz halten? Fischer Taschenbuch, Frankfurt am Main 2017, ISBN 978-3-596-29705-4.
- This Idea is Brilliant. HarperCollins Perennial, New York 2018, ISBN 978-0-06-269821-6.
- The Last Unknowns. HarperCollins Perennial, New York 2019, ISBN 978-0-06-289794-7.
- als Herausgeber: Possible Minds: Twenty-Five Ways of Looking at AI. Penguin, New York 2019, ISBN 978-0-525-55799-9.